# Things We Lost in the Fire (film)
Things We Lost in the Fire is een Brits-Amerikaanse dramafilm die op 26 september 2007 in première ging op het Spaanse San Sebastián Film Festival. Het was de eerste Engelstalige film die de Deense Susanne Bier regisseerde, na meer dan tien Deense producties.
In Nederland en België verscheen Things We Lost in the Fire begin 2008. De filmtitel slaat op een afgebrande garage waarin brieven en foto's lagen vol met vastgelegde herinneringen.

## Verhaal
Audrey Burke (Halle Berry) zit met haar dochter Harper (Alexis Llewellyn) en zoontje Dory (Micah Berry) te wachten tot haar man - en hun vader - Brian (David Duchovny) terugkomt, nadat die vertrok om voor zijn familie ijsjes te halen. In plaats daarvan staat enkele uren later de politie voor de deur met slecht nieuws. Brian was er getuige van hoe een man zijn vrouw mishandelde en heeft geprobeerd tussenbeide te komen. Daarbij is hij door de man doodgeschoten.
Vlak voor de begrafenis herinnert Audrey zich dat ze Jerry Sunborne (Benicio Del Toro) niet mag vergeten uit te nodigen voor de begrafenis. Haar broer Neal (Omar Benson Miller) gaat hem daarop meteen halen. Sunborne is een voormalig advocaat, maar is de laatste jaren verworden tot een armlastige heroïneverslaafde die in een krot met amper iets erin woont. De succesvolle projectontwikkelaar Brian was de enige overgebleven vriend die hem altijd trouw is gebleven.

Audrey daarentegen is ervan overtuigd dat de verslaafde Sunborne enkele jaren geleden tijdens een autorit met Brian drie briefjes van twintig dollar uit hun wagen heeft gestolen. Brian heeft dit nooit geloofd en is Sunborne altijd blijven vertrouwen als een goede vriend. Wanneer Audrey vlak na de begrafenis iets in de auto op de grond laat vallen, komt ze erachter waar de briefjes van twintig daadwerkelijk waren gebleven: ze waren tussen de stoel en de versnellingsbak geschoten, waar ze ze nu vindt.
Audrey zoekt daarop Sunborne op en haalt hem over in haar afgebrande en vervolgens minimaal gerenoveerde garage te komen wonen. Ze vertelt hem dat ze hem nodig heeft nu Brians inkomsten zijn weggevallen, zodat hij als hij is opgeknapt werk kan zoeken en haar huur kan betalen. Haar huis is echter allang afbetaald door Brian, waar Sunborne zo achter is. Toch blijft hij bij de familie wonen die hij bijstaat in het verwerken van hun verdriet over Brians dood, terwijl hij tegelijkertijd zelf probeert af te kicken van zijn drugsverslaving. Beide zaken verlopen niet zonder pijn en moeite. Brians voormalige partner en vriend van de familie Howard Glassman (John Carroll Lynch) steunt Sunborne door hem afleiding te bezorgen en een baan als hypotheekmakelaar in het vooruitzicht te stellen.

## Rolverdeling
- Alison Lohman - Kelly (een mede afkickende)
- Robin Weigert - Brenda
- Liam James - neef van Dave
- Paula Newsome - Diane
- Sarah Dubrovsky - Spring
- Maureen Thomas - Oma Ginnie Burke